# おはようワイド・土曜の朝に
『おはようワイド・土曜の朝に』（おはようワイド・どようのあさに）は、1975年4月5日から1989年3月25日まで、朝日放送（ABC）の制作により、NETテレビ → テレビ朝日系列局ほかで生放送されたトークワイドショーである。放送時間は毎週土曜 8:30 - 9:30（JST）。

## 概要
ABCアナウンサー（当時）の玉井孝の司会で、毎週ゲストを迎えてトークするワイドショー番組である。
1975年の腸捻転解消に伴い、毎日放送（MBS）がNET（日本教育テレビ、現・テレビ朝日）系列からTBS系列にネットチェンジしたため、それまでNET系列局ほかで全国放送されていた『モーニングショー』の土曜版である『八木治郎ショー』（毎日放送制作・TBS系列ネットへ移行）に替わる番組として、入れ替わりにNET系列へ加わったABCがTBS系列時代の1971年から1975年まで『モーニングジャンボ』→『モーニングジャンボ奥さま8時半です』のサブ司会者としてTBSへ出向させ、人気を得ていた玉井を大阪へ呼び戻して制作が開始された。『八木治郎ショー』、『ハイ!土曜日です』（関西テレビ制作・フジテレビ系列ネット）に続いて3番目に誕生した在阪テレビ局発のワイドショーである。
なお、ABCが毎年8月に『全国高校野球選手権大会中継』を関西ローカルで放送した時には、番組開始当初から1985年頃までは大会序盤は本番組を優先して放送し、土曜日がおおむね開会式ならびに3回戦から準々決勝に当たる場合、第1試合の開始時間の関係で本番組がネット局への裏送りとなったこともある。1980年代後半からは大会期間中の土曜日に4試合行われた場合は高校野球が優先され、本番組は裏送りとなる。以降、現在の『朝だ!生です旅サラダ』でもこのパターンを踏襲している。
司会の玉井が1989年11月にABCを定年退職することが決まっていたなどから、同年3月25日放送分をもって14年続いた放送を終了した。

## 司会者
- 玉井孝（当時ABCアナウンサー）：メイン司会（全期出演）
- 眞理ヨシコ（初代アシスタント、1975.4〜9）
- はしだのりひこ（初代アシスタント、1975.4〜9）
- 桜井一枝(櫻井一枝名義)（アシスタント、1975.10〜?）
- 梅田まゆみ（アシスタント、?〜1983.3）
- 八馬加代子（アシスタント、1983.4〜1985.12）
- 小林千登勢（アシスタント、1986.1〜終了まで）

## ネット局
★は毎日放送制作の『八木治郎ショー』の後番組扱いとなっている。

系列は放送当時のもの。
| 放送対象地域           | 放送局                     | 系列                          | 備考 |
| ---------------------- | -------------------------- | ----------------------------- | --- |
| 近畿広域圏             | 朝日放送(ABC)              | テレビ朝日系列                | 制作局 現・朝日放送テレビ |
| 関東広域圏             | テレビ朝日(ANB)            | テレビ朝日系列                | ★ 1977年3月までは、NETテレビ |
| 北海道                 | 北海道テレビ(HTB)          | テレビ朝日系列                | ★ |
| 青森県                 | 青森放送(RAB)              | 日本テレビ系列 テレビ朝日系列 | ★ |
| 岩手県                 | テレビ岩手(TVI)            | 日本テレビ系列 テレビ朝日系列 | ★1980年3月29日打ち切りANN脱退・ NNSフルネット局化に伴い打ち切り。 テレビ岩手の当番組の打ち切りと同時に、 岩手県の民放局（テレビ岩手・岩手放送）からは テレビ朝日系一般番組の同時ネット番組が全廃された 打ち切り後の当該枠は、ローカル枠に変更された。。 |
| 宮城県                 | ミヤギテレビ(MTB→mm34)     | 日本テレビ系列 NETテレビ系列  | ★1975年9月27日まで |
| 宮城県                 | 東日本放送(KHB)            | テレビ朝日系列                | 開局4日目の1975年10月4日から |
| 秋田県                 | 秋田放送(ABS)              | 日本テレビ系列                | ★ |
| 山形県                 | 山形放送(YBC)              | 日本テレビ系列 テレビ朝日系列 | ★1980年3月までは日本テレビ系単独加盟局 |
| 福島県                 | 福島中央テレビ(FCT)        | 日本テレビ系列 テレビ朝日系列 | 1981年9月26日まで |
| 福島県                 | 福島放送(KFB)              | テレビ朝日系列                | 開局3日目の1981年10月3日から |
| 山梨県                 | 山梨放送(YBS)              | 日本テレビ系列                | ★ |
| 新潟県                 | 新潟総合テレビ(NST)        | テレビ朝日系列 フジテレビ系列 | 現・NST新潟総合テレビ 1981年4月4日から1983年9月24日まで |
| 新潟県                 | 新潟テレビ21(NT21)         | テレビ朝日系列                | 1983年10月1日開局当日から |
| 長野県                 | テレビ信州(TSB)            | 日本テレビ系列 テレビ朝日系列 | 開局4日目の1980年10月4日から |
| 静岡県                 | 静岡けんみんテレビ(SKT)    | テレビ朝日系列                | 現・静岡朝日テレビ 1978年7月1日開局当日から 1979年6月までは日本テレビ系列とのクロスネット局 |
| 福井県                 | 福井放送(FBC)              | 日本テレビ系列                | ★ |
| 中京広域圏             | 名古屋テレビ(NBN)          | テレビ朝日系列                | ★ |
| 鳥取県・島根県         | 日本海テレビ(NKT)          | 日本テレビ系列                | ★ |
| 広島県                 | 広島ホームテレビ(UHT→HOME) | テレビ朝日系列                | ★ |
| 山口県                 | 山口放送(KRY)              | 日本テレビ系列 テレビ朝日系列 | ★1978年9月までは日本テレビ系単独加盟局 |
| 香川県 →香川県・岡山県 | 瀬戸内海放送(KSB)          | テレビ朝日系列                | 1979年3月までの放送エリアは香川県のみ 1979年4月の相互乗り入れで岡山県にもエリア拡大 |
| 高知県                 | 高知放送(RKC)              | 日本テレビ系列                | ★ |
| 福岡県                 | 九州朝日放送(KBC)          | テレビ朝日系列                | ★ |
| 長崎県                 | 長崎放送(NBC)              | TBS系列                       | ★1980年9月27日打ち切り |
| 鹿児島県               | 南日本放送(MBC)            | TBS系列                       | ★1982年3月27日打ち切り |
| 鹿児島県               | 鹿児島放送(KKB)            | テレビ朝日系列                | 開局2日目の1982年10月2日から |
| 沖縄県                 | 琉球放送(RBC)              | TBS系列                       | ★1981年3月28日打ち切り |

## 備考
- オープニングトーク後には上記ネット局の紹介テロップが流れていたが、番組初期は、真ん中にABCのロゴマーク（2代目）が配置され、横に列記された全ネット局と直線で放射線状に繋いで表示していた。後期になると、簡素に描いた日本列島の地図にネット局の所在地とABCのある大阪とを放射線状に繋ぎ、ネット局のアルファベット略称が横に列記していた。列島の上には「ABC（改行）朝日放送」のロゴが表示。
  - 関東地方のネット局であるテレビ朝日は、番組開始から1977年3月放送分までは、「NET[注釈 7]」（日本教育テレビの略称）と表記されていた。1977年4月の社名改称後は、正式社名である全国朝日放送の略称「ANB[注釈 8]」として表記していたが、ANBはおろか、全国朝日放送すら放送上で滅多に使われることがなかったため、一般の視聴者には特定し辛かった。ちなみに、同局制作の『モーニングショー』や『アフタヌーンショー』、同じ当局制作でも『新婚さんいらっしゃい!』（一時期）のネット局紹介テロップでは、局の愛称だった「テレビ朝日」を使用している。
- スポンサーは日本文化センターをはじめ、積水化学や毛染めパオンなど大阪に本社を置く企業[注釈 9]が多かった。これは2024年現在も放送中の『朝だ!生です旅サラダ』にも通ずる[注釈 10]。
- 番組テーマ曲は山下毅雄作曲で、曲中の口笛も山下本人によるものであった。これは当局の『霊感ヤマカン第六感』『ワイドショー・プラスα』などと同様である。
- 大晦日か正月3が日が土曜日に当たった場合でも放送されていた。例外として、一度だけ1989年1月7日は昭和天皇崩御の報道特別番組に差し替えられたため休止された。

## エピソード
- 1986年2月8日放送分で横山やすしと木村一八親子がゲスト出演。その回では当時16歳の一八が司会の玉井からの問いに答え、やすしが言った後に一八がコメントを述べていたが、その間にやすしが寂しさのあまりに号泣してしまい、番組が終わっても泣き続けていた。
- 番組では、高橋孟がゲストの似顔絵を書いて本人にプレゼントしていた。番組内ではアイキャッチ直前に高橋がゲストの似顔絵を描く様子を映していた。最終回は最終回に相応しく、司会の玉井が胴上げされる絵が描かれた。